# Première année commune aux études de santé
Pour un article plus général, voir Études de médecine en France.
La première année commune aux études de santé (PACES) constituait entre 2010 et 2020 la voie de passage conventionnelle en France pour accéder aux études des professions de santé : médecin, chirurgien-dentiste, sage-femme, kinésithérapeute et pharmacien. Régie conjointement par le Ministère de la Santé et le Ministère de l'Enseignement supérieur et de la Recherche, elle se déroulait à l’université au sein d'une unité de formation et de recherche (UFR) de médecine et s’achèvait par plusieurs concours des plus sélectifs de l'enseignement supérieur.
La PACES avait pour vocation de réglementer l'accès aux études des professions de médecin, chirurgien-dentiste, sage-femme et pharmacien sur la base d'épreuves classantes caractérisées par un numerus clausus très sélectif. L'année s'achèvait par quatre concours conditionnant le passage des étudiants en deuxième année des études de santé : le concours de médecine, le concours de chirurgie dentaire (odontologie), le concours de sage-femme (maïeutique) et le concours de pharmacie. La PACES incarnait de ce fait la première année des cursus universitaires médicaux, odontologiques, pharmaceutiques et de maïeutique aboutissant respectivement au diplôme d'État de docteur en médecine, au diplôme d'État de docteur en chirurgie dentaire, au diplôme d'État de docteur en pharmacie et au diplôme d'État de sage-femme.
Pour remédier aux taux d'échecs et de réorientations élevés caractérisant la filière, un programme de sélection alternative aux concours de la PACES a été expérimenté, avant la suppression complète de la PACES à la rentrée 2020, remplacée par le parcours accès santé spécifique (PASS) et la licence option accès santé (LAS).

## Historique
La première année commune aux études de santé est créée par la loi du 7 juillet 2009, entrée en vigueur à compter de l’année universitaire 2010-2011. Elle résulte de la fusion entre la première année du premier cycle d’études médicales (PCEM1) (médecine, odontologie, maïeutique) et la première année du premier cycle des études de pharmacie (PCEP1).
Outre la sélection des futurs professionnels de santé médicaux et pharmaceutiques, l'objectif de la PACES est également de faciliter la réorientation, notamment précoce, des nombreux candidats aux concours de santé n'étant pas parvenus à figurer en rang utile sur la liste de classement correspondant à une filière médicale ou pharmaceutique.
La création de la PACES a suscité les critiques de nombreuses organisations représentatives des étudiants des filières concernées (l'ANEMF, l'ANEPF, l’ANESF, la FNEK, l’UNECD, la FAGE) tant sur le fond que sur la manière de procéder,,.
Pour remédier aux taux d'échecs élevés des étudiants aux différents concours de la PACES, la loi relative à l'enseignement supérieur et à la recherche de 2013 instaure plusieurs passerelles expérimentales permettant l'accès aux études médicales, odontologiques, pharmaceutiques ou de maïeutique pour une durée de six ans, étendu à huit en 2018,,,.
La loi du 24 juillet 2019 relative à l’organisation et à la transformation du système de santé supprime la PACES et le numerus clausus à compter de la rentrée universitaire 2020. Elle est remplacée par le parcours accès santé et la licence accès santé.

## Les études de santé

Les études de santé en France comparées aux autres filières de l'enseignement supérieur.

En France, les études de santé médicales, odontologiques (chirurgie dentaire), pharmaceutiques et de maïeutique (sage-femme) se déroulent à l’université et débutent par une première année commune aux études de santé (PACES), dispensée en unité de formation et de recherche (UFR) de médecine. Permettant l'exercice des professions de médecin, chirurgien-dentiste, pharmacien et sage-femme, ces filières de santé ont la particularité de figurer parmi les cursus universitaires les plus longs de l'enseignement supérieur français :
- Médecin : 9 à 11 ans d'études suivant la spécialité, hors DESC[3] ;
- Chirurgien-dentiste : 6 à 9 ans d'études suivant la spécialité [3] ;
- Pharmacien : 6 à 9 ans d'études suivant la spécialité[3] ;
- Sage-femme : 5 ans d'études[3].

Ces quatre cursus en santé aboutissent respectivement au diplôme d'État de docteur en médecine, au diplôme d'État de docteur en chirurgie dentaire, au diplôme d'État de docteur en pharmacie et au diplôme d'État de sage-femme.
La PACES constitue, de ce fait, la première année du diplôme de formation générale en sciences médicales (DFGSM), du diplôme de formation générale en sciences pharmaceutiques (DFGSP), du diplôme de formation générale en sciences odontologiques (DFGSO) et du diplôme de formation générale en sciences maïeutiques (DFGSMa). Chacun de ces diplômes de formation générale en santé constitue respectivement le premier cycle obligatoire des études de médecine, de chirurgie dentaire (odontologie), de pharmacie et de maïeutique (sage-femme). D'une durée de trois ans, ce premier cycle des études en santé comprend six semestres de formation validés par l'obtention de 180 crédits européens (dont 60 validés en PACES), correspondant au niveau licence.
À l'issue des concours de la première année commune aux études de santé, les étudiants classés dans la filière médecine sont autorisés à poursuivre leur cursus au sein de l'unité de formation et de recherche de médecine dans laquelle s'est déroulée la PACES. Les étudiants classés dans les filières odontologie et pharmacie intègrent pour leur passage en deuxième année d'études l'unité de formation et de recherche correspondante à leur filière respective. Les étudiants classés en maïeutique intègrent, quant à eux, une école hospitalière de sages-femmes en convention avec l'UFR de médecine. Les étudiants nouvellement admis en chirurgie dentaire, en pharmacie et en maïeutique peuvent être amenés à changer de ville d'études suivant la présence ou l'absence des UFR ou écoles relatives à leur filière au sein de l'université qui les a reçus dans le cadre de la première année commune aux études de santé. Dans le cas où l'université est dépourvue d'UFR de chirurgie dentaire, de pharmacie ou d'école de sages-femmes, plusieurs villes d'études sont proposées aux étudiants classés dans ces différentes filières. Les étudiants les mieux classés sont alors prioritaires dans le choix de ces nouvelles villes d'affectations
En outre, les UFR de médecine peuvent établir des conventions locales avec certaines formations paramédicales dans des conditions définies par arrêté des ministres chargés de la santé et de l'enseignement supérieur. Ces conventions locales signées entre le directeur d'un institut de formation paramédicale et le président de l'université précisent les modalités retenues pour sélectionner les étudiants en PACES ainsi que le nombre de places offertes à l'issue de cette année pour accéder la filière paramédicale concernée,. Ainsi, certaines PACES permettent d'intégrer sur concours des instituts de formation en masso-kinésithérapie (IFMK), en pédicurie-podologie (IFPP), en psychomotricité (IFP), en ergothérapie (IFE), en manipulation d'électroradiologie médicale (IFMEM) ou en technique de laboratoire médical (IFTLM).

## Programme

### Dispositions communes
Pour être admis à s’inscrire en première année commune des études de santé, les candidats doivent justifier d'un des diplômes suivants :
- le baccalauréat ;
- le diplôme d'accès aux études universitaires ;
- un diplôme français ou étranger admis en dispense ou équivalence du baccalauréat en application de la réglementation nationale ;
- ou, à défaut, d'une qualification ou d'une expérience jugée suffisante par l'autorité administrative[22].

Conformément à la réforme Licence-Master-Doctorat, la première année commune aux études de santé est structurée en deux semestres comportant chacun des « unités d’enseignement » (UE) dotées d'un certain nombre de crédits ECTS. Les coefficients des unités d'enseignement sont fixés par le conseil d'administration de chaque université, sur proposition du conseil des études et de la vie universitaire. Ces coefficients peuvent être différents pour chacune des quatre filières (médecine, chirurgie dentaire, sage-femme et pharmacie). La validation de l'ensemble des unités d'enseignement permet l'acquisition de 60 crédits européens. Le programme de formation associe des enseignements théoriques et dirigés.
Au cours du premier semestre, les unités enseignements sont communes à toutes les filières. Des épreuves de classement sous forme anonyme sont organisées à la fin de celui-ci. En fonction du classement obtenu à l'issue de ces épreuves, les candidats peuvent être réorientés vers d'autres formations universitaires par décision du président de l'université. Le nombre de ces réorientations ne peut excéder 15 % du nombre d'inscrits.
Au début du deuxième semestre, les étudiants choisissent l'unité ou les unités d'enseignement spécifiques correspondant à la ou aux filières de leur choix. Ils ont la possibilité de concourir en vue d'une ou plusieurs filières (médecine, chirurgie dentaire, sage-femme ou pharmacie). Les épreuves anonymes organisées à la fin du deuxième semestre portent sur les unités d'enseignement communes dispensées au cours de celui-ci et sur l'unité d'enseignement spécifique à chacune des filières. À l'issue des épreuves du deuxième semestre, quatre classements sont établis en prenant en compte les résultats obtenus à l'ensemble des unités d'enseignement communes et à l'unité d'enseignement spécifique. Pour être admis à poursuivre des études médicales, odontologiques (chirurgie dentaire), pharmaceutiques et de maïeutique au-delà de la première année commune des études de santé, les candidats doivent figurer en rang utile sur la liste de classement correspondant à la filière choisie.
Les concours d'accès aux filières de santé demeurent très sélectif en PACES : moins de 24 % des étudiants en moyenne sont autorisés à accéder à la deuxième année d'un cursus médical ou pharmaceutique. Le nombre d'étudiants admis à passer en seconde année est fixé par un numerus clausus établi chaque année par arrêté ministériel publié au Journal Officiel. Pour la rentrée universitaire 2014-2015, le numerus clausus était de 7 498 places en médecine, 1 198 en odontologie, 1 012 en maïeutique et 3 097 en pharmacie, soit un total de 12 805 places ouvertes pour un effectif national de 57 839 candidats inscrits,.
Les candidats classés dans un rang compris entre deux fois et demie et trois fois le nombre de places attribuées à l'établissement, pour l'ensemble des quatre filières, et n'étant pas parvenus à figurer au rang utile sur la liste de classement correspondant à la filière convoitée, sont autorisés à redoubler. Cependant, nul ne peut être autorisé à prendre plus de deux inscriptions en première année communes des études de santé, sauf dérogation exceptionnelle accordée par le président de l'université sur proposition du directeur des unités de formation et de recherche de santé concernés.
Les candidats classés, à l'issue du deuxième semestre, au-delà d'un rang compris entre deux fois et demie et trois fois le nombre de places attribuées à l'établissement, pour l'ensemble des quatre filières, en application des dispositions de l'article L. 631-1 du code de l'éducation, peuvent être réorientés vers d'autres formations universitaires, par décision du président de l'université.
Pour ce classement déterminant le redoublement ou la réorientation, seuls les résultats obtenus aux unités d'enseignement communes sont pris en compte selon des modalités fixées par le conseil d'administration après avis du conseil des études et de la vie universitaire.
Les étudiants réorientés au cours de leur première tentative à l'issue du premier ou du deuxième semestre sont autorisés à se réinscrire ultérieurement en première année commune des études de santé, sous réserve d'avoir validé respectivement 90 ou 60 crédits européens dans une autre formation conduisant au grade de licence.

### Unités d'enseignement
Les unités d’enseignement du tronc commun sont au nombre de huit et possèdent un programme fixé nationalement. L'unité d'enseignement spécifique, quant à elle, possède un contenu libre que chaque université peut définir toute liberté en fonction des ressources dont elle dispose. L'université doit cependant veiller à ce que cette UE possède un programme d'enseignement spécifique à une filière médicale, odontologique, pharmaceutique ou de maïeutique.
Le nombre total d'ECTS est fixé pour les UE du tronc commun à 50 crédits européens, tandis que l'UE spécifique représente 10 crédits européens. La première année commune aux études de santé totalise 60 crédits ECTS répartis à raison de 30 crédits ECTS par semestre.
Les neuf unités d'enseignement (UE) de la première année commune aux études de santé se répartissent différemments selon les universités.
| Unité d'enseignement (UE) | Discipline | Principaux items | Crédits ECTS | Évaluation                   |
| ------------------------- | --- | --- | ------------ | ---------------------------- |
| UE-1                      | Atomes, biomolécules, génome, bioénergétique, métabolisme                                                          | - L'atome, - Description des fonctions chimiques simples, - Principales réactions entre fonctions chimiques en biologie, - Structure, diversité et fonction des biomolécules, - Organisation, évolution et fonction du génome humain. | 10           | QCM                          |
| UE-2                      | La cellule et les tissus                                                                                           | - Structure générale de la cellule, - Intégration des signaux membranaires et programme fonctionnel de la cellule, - Structure - Fonction des tissus, - Méthodes d'étude des cellules et des tissus.                                  | 10           | QCM                          |
| UE-3                      | Organisation des appareils et des systèmes -1- : Bases physiques des méthodes d'exploration - aspects fonctionnels | - Bases physiques des méthodes d'exploration, - Aspects fonctionnels. | 10           | QCM                          |
| UE-4                      | Évaluation des méthodes d'analyse appliquées aux sciences de la vie et de la santé                                 | - Statistiques. | 4            | QCM                          |
| UE-5                      | Organisation des appareils et des systèmes -2- : Aspects morphologiques et fonctionnels                            | - Anatomie, - Embryologie. | 4            | QCM                          |
| UE-6                      | Initiation à la connaissance du médicament                                                                         | - Cadre juridique, - Cycle de vie du médicament, - Pharmacologie générale. | 4            | QCM                          |
| UE-7                      | Santé, société, humanité                                                                                           | - Développer les capacités d'analyse et de synthèse, - Sciences humaines et sociales, - L'Homme et son environnement, - Santé publique.                                                                                               | 8            | QCM + épreuve rédactionnelle |
| UE-8                      | UE spécifique | - Médecine, - Odontologie, - Maïeutique, - Pharmacie. | 10           | QCM                          |

Les épreuves classantes du premier et du second semestre portent sur un contrôle des connaissances du candidat ayant pour objet des questionnaires à choix multiples (QCM) ou à choix simple (QCS). Cette méthode d’évaluation s'applique à toutes les UE à l'exception de l'UE-7 (santé, société, humanité) dont les épreuves sont organisées, au moins en partie, sous forme rédactionnelle. Les épreuves à caractère rédactionnel font l'objet d'une double correction.

## Numerus clausus
Le numerus clausus dans l'admission aux études médicales et pharmaceutiques est fixé chaque année par arrêté ministériel publié au Journal officiel de la République française. Pour l'année universitaire 2017-2018, le numerus clausus est de :
- 8 205 places en médecine[30] ;
- 1 203 places en odontologie[31] ;
- 991 places en maïeutique[32] ;
- 3 124 places en pharmacie[33].

Ce chiffre est à comparer au nombre de candidats : 57 700 en 2015-2016.

## Classes préparatoires privées et tutorats des étudiants en santé

### Les classes préparatoires privées en santé
Les classes préparatoires privées visent à apporter un soutien supplémentaire à l'étudiant inscrit en PACES, notamment en organisant des programmes réguliers de révisions et d’entraînements aux concours, en marge des cours dispensés à la faculté. Surnommées "prépas" dans le langage étudiant, l'association nationale des étudiants en médecine de France (ANEMF) estime que chaque année, en moyenne, 75 % des étudiants inscrits en PACES ont recours à ces classes préparatoires privées dans l'espoir de pérenniser leurs chances de réussites aux très sélectifs concours de fin d'année. Les cours de soutien sont dispensés par des étudiants en santé d'années supérieures sélectionnés sur dossier par l'administration des classes préparatoires privées ainsi que par des enseignants diplômés. L'ANEMF estime que le coût d'inscription à ces "prépas" de la santé est de 3 000 euros en moyenne à l'année à l'échelle nationale, avec des tarifs oscillant entre 800 euros et 17 000 euros. Les universités sont opposées à ce concept de préparation coûteux ne permettant pas aux étudiants aux revenus modérés ou faibles d'en profiter. Il existe une alternative plus économique aux classes préparatoires privées : les tutorats des étudiants en santé.
Le coût des organismes de préparation privés aux examens de première année de santé est en moyenne, en région, de 4 915,18 € pour le PASS et de 2 656,93 € pour une L.AS (contre 3 675,11 € pour le PASS et 2 263,00 € pour une L.AS à la rentrée 2021).

### Les tutorats des étudiants en santé
Créés en 1976, les tutorats des étudiants en santé sont des associations étudiantes à but non lucratif (loi de 1901) présentes dans la majorité des UFR de médecine dotées d'une première année commune aux études de santé (PACES). Ils consistent en un accompagnement personnalisé des étudiants à l'année, avec notamment des enseignements dirigés, un service de parrainage des étudiants et des sessions d'entrainement aux concours. Le tutorat est assuré par des étudiants en santé d'années supérieures sélectionnés par l'association sur dossier et travaillant la plupart du temps bénévolement. Ils assurent, outre la tenue d'enseignements dirigés, un service de reprographie des cours dispensés en amphithéâtre délivrés ainsi directement à l'étudiant sous forme de polycopiés. Ils sont également chargés de la surveillance et de la correction des examens d'entrainement au concours (nommés colles) qui ont lieu chaque semaine pour préparer les futurs candidats aux épreuves de sélection de fin de premier et second semestre. Les frais d'inscription sont en moyenne de 50 euros à l'année, ce qui permet d'offrir aux étudiants de tous milieux et de tous revenus un soutien à l'année beaucoup plus économique que les classes préparatoires privées.

## Redoublement
Bien que théoriquement, aucun étudiant ne soit autorisé à passer plus de deux fois les concours de la PACES, certains étudiants parviennent, par dérogation exceptionnelle accordée par le  président de l'université, prise sur proposition du ou des directeurs des unités de formation et de recherche concernés, à se réinscrire pour une troisième tentative. Ces étudiants, rarissimes, sont nommés triplants ou cubes.

## Alternatives à la PACES
La première année commune aux études de santé constitue la voie de passage conventionnelle pour accéder aux études médicales, odontologiques, pharmaceutiques ou de maïeutique. Plusieurs passerelles de l'enseignement supérieur permettent cependant, sous certaines conditions spécifiques, d'accéder à ces cursus en santé sans avoir à présenter les concours propres aux filières médicale, odontologique, pharmaceutique ou de sage-femme en première année commune aux études de santé. L'admission directe par l’intermédiaire de passerelles inter filières et l’expérimentation gouvernementale des licences adaptées constituent actuellement les deux principales alternatives aux concours de la PACES.

### Admission directe par passerelles inter filières

#### Admission directe en deuxième année
Une procédure d'admission directe permet d'accéder à la deuxième année des études médicales, odontologiques, pharmaceutiques ou de sage-femme par le biais d'un processus de sélection indépendant des concours de la PACES. En application des dispositions de la loi du 7 juillet 2009, les candidats justifiant d'un grade, titre ou diplôme énuméré à l'arrêté du 26 juillet 2010 peuvent présenter un dossier de candidature en vue d'une admission en deuxième année des études médicales, odontologiques, pharmaceutiques ou de sage-femme, dans la limite d'un nombre de places fixé chaque année, pour chaque discipline, par arrêté du ministre chargé de l'enseignement supérieur et du ministre chargé de la santé.
Les candidats doivent, au plus tard au 1er octobre de l'année considérée, être titulaires de l'un des diplômes suivants :
- le diplôme national de master;
- le diplôme d'études approfondies ;
- le diplôme d'études supérieures spécialisées ;
- le diplôme des écoles de commerce conférant le grade de master ;
- le diplôme des instituts d'études politiques conférant le grade de master ;
- un titre correspondant à la validation de 300 crédits européens, obtenu dans un autre État de l'Union européenne ou État partie à l'accord sur l'Espace économique européen ou dans la Confédération Suisse ou dans la Principauté d'Andorre, répondant aux conditions posées par l'article 5 du décret no 2002-482 du 8 avril 2002 portant application au système français d'enseignement supérieur de la construction de l'Espace européen de l'enseignement supérieur ;
- soit, en vue d'une admission dans une filière différente de leur filière d'origine, justifier de la validation de deux années d'études ou de 120 crédits européens dans un cursus médical, odontologique, pharmaceutique ou de sage-femme au-delà de la première année.

La sélection s'opère en deux temps :
1. L'examen des dossiers de candidatures par les membres du jury à l'issue duquel les candidats sont déclarés admissibles ou non.
2. L'audition des candidats admissibles par les membres du jury à l'issue de laquelle une liste d'admis est établie.

La procédure se déroule dans des universités désignées par arrêté du ministre chargé de l'enseignement supérieur ; cet arrêté précise la liste des établissements relevant de chaque centre d'examen auquel sont transmis les dossiers des candidats. Un arrêté des ministres chargés de l'enseignement supérieur et de la santé fixe, chaque année, le nombre de places affecté à chaque filière et les répartit entre ces centres d'examen.
Nul ne peut présenter plus de deux fois sa candidature. Les candidats ayant déjà bénéficié de deux inscriptions première année du premier cycle des études médicales ou pharmaceutiques ou en PACES, sont autorisés à se présenter une seule fois dans le cadre de cette procédure.

#### Admission directe en troisième année
La procédure d'admission directe permet d'accéder à la troisième année des études médicales, odontologiques, pharmaceutiques ou de maïeutique par le biais d'un processus de sélection indépendant des concours de la PACES. En application des dispositions de la loi du 7 juillet 2009, les candidats justifiant d'un grade, titre ou diplôme énuméré à l'arrêté du 26 juillet 2010 peuvent présenter un dossier de candidature en vue d'une admission en troisième année des études médicales, odontologiques, pharmaceutiques ou de sage-femme, dans la limite d'un nombre de places fixé chaque année, pour chaque discipline, par arrêté du ministre chargé de l'enseignement supérieur et du ministre chargé de la santé.
Les candidats doivent, au plus tard au 1er octobre de l'année considérée, être titulaires de l'un des diplômes suivants :
- le diplôme d'État de docteur en médecine ;
- le diplôme d'État de docteur en pharmacie ;
- le diplôme d'État de docteur en chirurgie dentaire ;
- le diplôme d'État de sage-femme ;
- le diplôme d’État de docteur vétérinaire ;
- un doctorat ;
- soit être titulaires d'un titre d'ingénieur diplômé ;
- soit être anciens élèves de l'une des écoles normales supérieures ; toutefois, les élèves de ces écoles peuvent demander à s'inscrire s'ils ont accompli deux années d'études et validé une première année de master ;
- soit appartenir au corps des enseignants-chercheurs de l'enseignement supérieur et exercer leurs activités d'enseignement dans une unité de formation et de recherche de médecine, de pharmacie ou d'odontologie[39].

La sélection s'opère en deux temps :
1. L'examen des dossiers de candidatures par les membres du jury à l'issue duquel les candidats sont déclarés admissibles ou non.
2. L'audition des candidats admissibles par les membres du jury à l'issue de laquelle une liste d'admis est établie.

La procédure se déroule dans des universités désignées par arrêté du ministre chargé de l'enseignement supérieur ; cet arrêté précise la liste des établissements relevant de chaque centre d'examen auquel sont transmis les dossiers des candidats. Un arrêté des ministres chargés de l'enseignement supérieur et de la santé fixe, chaque année, le nombre de places affecté à chaque filière et les répartit entre ces centres d'examen.
Cependant, nul ne peut présenter plus de deux fois sa candidature. Les candidats ayant déjà bénéficié de deux inscriptions en première année du premier cycle des études médicales ou pharmaceutiques ou en PACES, sont autorisés à se présenter une seule fois dans le cadre de cette procédure.

### Expérimentation des licences adaptées
Pour remédier aux taux importants d'échecs et de réorientations aux concours de la PACES, le gouvernement a publié un arrêté le 20 février 2014 portant sur la mise en place d'un programme expérimental de sélection alternative des candidats. Cet arrêté, entré en vigueur à l'année universitaire 2015-2016, prévoit l'admission de candidats titulaires d'une licence adaptée en deuxième année des études médicales, odontologiques (chirurgie dentaire), pharmaceutiques et de maïeutique (sage-femme). L'expérimentation est en cours dans dix universités françaises.
Ces passerelles permettent à la fois une réorientation des étudiants en PACES à l'issue des premiers examens ainsi que l'intégration d'étudiants ayant suivi une licence adaptée à une deuxième ou troisième année d'études de santé, permettant de diversifier le profil des étudiants admis au sein des études de santé .

#### Dispositions communes
Des modalités particulières d'admission dans les études médicales, odontologiques, pharmaceutiques et de sage-femme peuvent être fixées sous la forme :
1. d'une réorientation des étudiants de la première année commune aux études de santé à l'issue d'épreuves organisées au plus tôt huit semaines après le début de celles-ci, portant sur les enseignements dispensés au cours de cette période. Seuls les étudiants considérés, sur la base de ces épreuves, comme n'étant pas susceptibles d'être classés en rang utile à l'issue de la première année peuvent être réorientés. La réorientation peut être systématique, le nombre de ces réorientations ne pouvant alors excéder un pourcentage du nombre d'inscrits, déterminé par arrêté après consultation des organisations représentatives concernées. Une réorientation facultative peut également être proposée aux étudiants au-delà de ce pourcentage. L'université assure dans tous les cas la réorientation de ces étudiants en leur proposant une inscription dans une formation qui les accueille dès l'année universitaire en cours[12] ;
2. d'une admission en deuxième ou en troisième année des études médicales, odontologiques, pharmaceutiques ou de sage-femme après une à trois années d'un premier cycle universitaire adapté conduisant à un diplôme national de licence[10],[12]. Le nombre des étudiants admis en deuxième année après la première année commune et le nombre des étudiants admis directement en deuxième ou en troisième année sont fixés, pour chaque université concernée et pour chacune des filières, par arrêté conjoint des ministres chargés de l'enseignement supérieur et de la santé[12].

L'arrêté du 20 février 2014 relatif à l'expérimentation de nouvelles modalités d'admission dans les études médicales, odontologiques, pharmaceutiques et de sage-femme précise l'ensemble des dispositions législatives relatives à ce programme d’admission expérimental appliqué depuis la rentrée universitaire 2014-2015 et pour une durée de six ans .
Sont autorisées à mettre en place des modalités expérimentales d'admission dans les études médicales, odontologiques, pharmaceutiques et de sage-femme les universités suivantes :
- l'université d'Angers ;
- l'université de Clermont-Ferrand ;
- l'université Paris-V ;
- l'université Paris-VII ;
- l'université Paris-XIII ;
- l'université de Rouen ;
- l'université de Saint-Étienne ;
- l'université de Strasbourg ;
- l'université de Poitiers ;
- l'université de Tours[12],[40].

Pour toute la durée des expérimentations, la proportion des places offertes par la voie d'admission directe en deuxième année des études médicales, odontologiques, pharmaceutiques ou de sage-femme, par rapport au nombre de places attribué, pour l'année universitaire considérée, à chacune des dix universités concernées par l’expérimentation, est fixé par arrêté ministériel. Chacune des voies d'admission directe représente au moins 5 % et au plus 30 % du nombre total de places offertes en PACES suivant les universités.
Les candidats déposent auprès de leur université un dossier pour chaque filière postulée.
La liste des pièces exigées est établie par l'université. En cas d'admission, les candidats s'engagent à fournir le justificatif du niveau d'études minimal exigé, au plus tard à la date d'entrée en formation. Tout candidat admissible est auditionné pendant au moins vingt minutes.
Pour chacune des quatre filières de santé de la PACES, l'admission en deuxième année par la voie expérimentale des licences adaptées est prononcée par inscription sur une liste de classement établie, dans la limite des places offertes, à l'issue d'épreuves écrites d'admissibilité et d'épreuves orales d'admission. À l'issue du deuxième semestre, quatre listes d'admissibilité, correspondant à chaque filière sont établies au vu des résultats obtenus par les étudiants aux unités d'enseignements spécifiques, pondérés par des coefficients particuliers pour chaque filière. Les candidats ayant obtenu des notes supérieures à un seuil défini peuvent être admis d'office sans avoir à se présenter aux épreuves orales d'admission. Toutefois, le pourcentage de ces admis ne peut excéder 50 % des places offertes. Ces candidats doivent, au plus tard huit jours avant le début des épreuves d'admission, confirmer leur admission par lettre recommandée avec accusé de réception ou tout autre moyen permettant d'attester de la date de son dépôt, sous peine de perdre le bénéfice de cette admission. Cet accord vaut renoncement à se présenter aux épreuves orales d'admission. Ils précisent, lorsqu'ils figurent sur plusieurs listes d'admission, la filière choisie. Ce choix est définitif.
Les épreuves d'admission comportent quatre entretiens successifs d'une durée de dix minutes chacun, devant quatre groupes différents de deux examinateurs. À l'issue des épreuves d'admission, le jury arrête, dans la limite des places offertes, la liste des candidats admis.

#### Dispositions spécifiques par universités
Chacune des dix universités concernées par l'expérimentation présente un certain nombre de dispositions spécifiques :
- l'université d'Angers : depuis la rentrée universitaire 2015-2016, l’expérimentation alternative à la PACES porte sur un parcours pluridisciplinaire commun à un ensemble de licences : le parcours Pluripass[41]. Contrairement aux neuf autres universités où l’expérimentation est en vigueur, la PACES est ici totalement supprimée. Les étudiants inscrits au sein de cette première année sont classés en fonction de leur moyenne au contrôle continu, le numerus clausus d'admission aux études médicales, odontologiques, pharmaceutiques et de sage-femme correspondant au même numerus que celui de la PACES[42]. Ce numerus est fixé par décret et publié chaque année au journal officiel. Les étudiants ayant échoué à accéder aux études de santé par l’intermédiaire du parcours Pluripass sont admis à poursuivre leurs études dans l'une des quinze licences de l'université d'Angers et de l'université du Mans[43].

- l'université de Clermont-Ferrand : depuis la rentrée universitaire 2015-2016, l’expérimentation ministérielle porte sur une passerelle ouverte à des étudiants issus d'une licence « sciences de la santé » adaptée pour accéder aux études médicales, odontologiques, pharmaceutiques ou de sage-femme[12].

- les universités Paris-V, Paris-VII et Paris-XIII : depuis la rentrée universitaire 2014-2015, l’expérimentation ministérielle porte sur une passerelle ouverte à des étudiants issus d'une deuxième ou d'une troisième année d'une ou plusieurs licences existantes adaptées (chimie, biologie, droit...) ainsi que la validation d'unités d'enseignement complémentaires, dont la nature et le nombre dépendent du cursus de licence suivi[12].

- l'université de Poitiers : depuis la rentrée universitaire 2014-2015, l’expérimentation ministérielle alternative à la PACES porte sur une passerelle ouverte à des étudiants issus de la deuxième année des licences de biologie et de chimie.

- l'université de Rouen : depuis la rentrée universitaire 2014-2015, l’expérimentation ministérielle alternative à la PACES porte sur une passerelle ouverte à des étudiants issus d'une deuxième ou d'une troisième année de la licence « sciences pour la santé ».

- l'université de Saint-Étienne : depuis la rentrée universitaire 2014-2015, l’expérimentation ministérielle alternative à la PACES porte sur une passerelle ouverte à des étudiants issus d'une troisième année d'une ou plusieurs licences existantes adaptées.

- l'université de Strasbourg : depuis la rentrée universitaire 2014-2015, l’expérimentation ministérielle alternative à la PACES porte sur une passerelle ouverte à des étudiants issus d'une deuxième ou d'une troisième année de licence « sciences du vivant ». L'admission à poursuivre des études pharmaceutiques est ouverte soit après ce même parcours, soit après la validation d'une deuxième année de licence de chimie.

- l'université de Tours : depuis la rentrée universitaire 2014-2015, l’expérimentation ministérielle alternative à la PACES porte sur une passerelle ouverte à des étudiants issus d'une deuxième ou d'une troisième année de licence « sciences du vivant » ou de licence « physique/chimie parcours chimie »

## Dans l'art et la culture
- Dans le film Fatima (2015) de Philippe Faucon, la fille aînée du personnage-titre est étudiante en PACES. L'histoire suit régulièrement l'évolution de ce personnage, incarné par Zita Hanrot, et se déroule durant cette année d'étude, de la recherche d'appartement lors de la première séquence jusqu'aux résultats, que la mère vient relire lors de la dernière scène du film.
- Le film Première Année (2018) de Thomas Lilti (lui-même médecin) suit le parcours de deux jeunes hommes qui tentent de réussir la PACES, respectivement pour la première et troisième fois.

### Textes réglementaires
- Arrêté du 28 octobre 2009 relatif à la première année commune aux études de santé
- Arrêté du 20 février 2014 relatif à l'expérimentation de nouvelles modalités d'admission dans les études médicales, odontologiques, pharmaceutiques et maïeutiques